# Vilmoș Szabo
Vilmoș Szabo (n. 30 decembrie 1964, Brașov, România) este un scrimer român specializat pe sabie, laureat cu bronz pe echipe la Los Angeles 1984.
Este căsătorit cu vicecampioana olimpică și multiplă campioana mondială Reka Szabo. În 1993 s-au mutat în Germania și au devenit antrenori de scrimă la clubul TSV Bayer Dormagen. Elevii săi Nicolas Limbach și Max Hartung au câștigat mai multe campionate europene și mondiale.
Szabo și soția sa au doi fii, Matyas și Marc. Matyas Szabo este sabrer, membru al lotului național al Germaniei.

## Legături externe
Materiale media legate de Vilmoș Szabo la Wikimedia Commons
- en Vilmoș Szabo la Olympedia.org
- Historie Fechtweltmeisterschaften (Herren-Säbel) von sport-komplett.de